# Rechtsdogmatik
Die Rechtsdogmatik beschäftigt sich mit dem geltenden Recht (lex lata). Sie ist ein Teil der Rechtswissenschaft. Von ihr abzugrenzen sind die Rechtsgeschichte, welche sich mit nicht mehr geltendem Recht beschäftigt, und die Rechtspolitik, die sich mit zukünftigem Recht (lex ferenda) befasst.
Die Rechtsdogmatik untersucht die geltenden Rechtsnormen (exegetische Jurisprudenz) und entwickelt daraus nach den jeweils herrschenden Rechtsauffassungen anerkannte juristische Grundsätze (Dogmen). Sie dient damit der Rechtssicherheit und der Vorhersehbarkeit von gerichtlichen Entscheidungen, indem sie die Möglichkeiten und Grenzen neuer juristischer Konstruktionen zur Lösung von Rechtsproblemen bestimmt. Anders als in der Theologie bilden Dogmen in der Jurisprudenz gleichwohl keine apodiktischen (unumstößliche) Lehrsätze. Vielmehr bleiben sie in fortwährender Diskussion und beschränken den Begriff auf Rechtssätze hoher Dignität (Würdigkeit), etwa Rechtsprinzipien. Das „geltende Recht“ besteht dabei heute neben den von der Rechtswissenschaft gewonnenen Erkenntnissen über die Rechtsordnung zu einem wesentlichen Teil aus den von der Rechtsprechung entwickelten Rechtsgrundsätzen (Richterrecht).

## Kontinentaleuropäischer Rechtskreis
Der kontinentaleuropäische Rechtskreis ist vorwiegend vom Römischen Recht geprägt. Er bedient die Rechtsdogmatik methodisch vor allem durch Auslegung von Gesetzen. Für das zweckrationale Funktionieren der Rechtsdogmatik bedarf es dabei einer juristischen Methodenlehre und eines daran gebundenen, weil dogmatisch geschulten Juristenstands. Dieser trägt Sorge dafür, dass die rechtsdogmatisch vorgegebenen Werte und Wertungen im Rahmen entsprechend strukturierter Verfahrensordnungen angewendet werden. Der Vorteil dieser Vorgehensweise liegt darin, dass die grundlegenden Wertungsfragen im Einzelfall keiner Diskussion bedürfen. Bisweilen wird darin identifiziert, dass dem anwendenden Juristen damit eine Entlastungsfunktion zukommt. Beschränkt wird Rechtsdogmatik durch die Selbstverpflichtung gegenüber den logischen Anforderungen der Begriffslehre. Sie unterwirft sich dabei einer einheitlichen Verwendung systemimmanenter Begrifflichkeiten.
Die Rechtsfindung ist dabei bestimmten überpositiven Einflüssen, etwa der Moral (Naturrecht) sowie politischen und wirtschaftlichen Interessen ausgesetzt, die eine einzige, objektiv „richtige“ Lösung nicht zulassen. Dies hat der Rechtspositivismus, insbesondere Hans Kelsen mit seiner Theorie der Reinen Rechtslehre im Methodenstreit der Weimarer Staatsrechtslehre zu korrigieren versucht.
Die überwiegend, namentlich von den Bundesgerichten als gültig und verbindlich vertretene Rechtsauffassung wird als herrschende Meinung (h. M.) bezeichnet.

## Skandinavischer und anglo-amerikanischer Rechtskreis
Einen anderen methodischen Ansatz wählt das Fallrecht des skandinavischen und anglosächsisch-amerikanischen Rechtskreises. Der Einfluss des römischen Rechts ist gering, allgemeine Prinzipien und gelehrte Sprache werden vermieden. Hier entsteht Rechtsfindung auf Basis richterlicher Entscheidung konkreter Fälle unter Berücksichtigung vorangegangener vergleichbarer Präzedenzfälle.